# 迦拿的婚礼

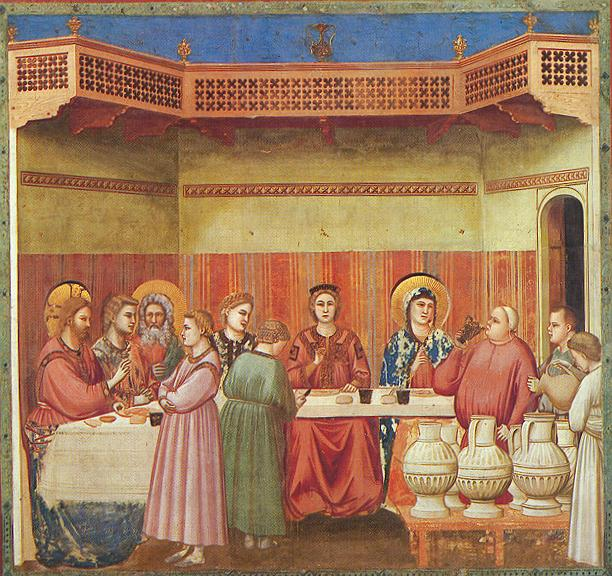
乔托《迦拿的婚礼》

迦拿的婚礼，或译作加纳婚宴，是《约翰福音》所记载而三卷《对观福音》都没有记载的一个事件。约翰记载说耶稣和他的门徒一同参加在迦拿举行的一场犹太婚礼。当主人的酒用尽时，耶稣的母亲马利亚（在约翰福音中没有提到名字）告诉耶稣说，“他们没有酒了。”耶稣回答说，“妇人，這與我和你有什么相干？我的时候还没有到。”耶稣的母亲对仆人说，“他告诉你们什么，你们就做什么。”（《約翰福音》第2章第3节至第5节参）。耶稣命令仆人将空石缸都盛满水。他们照此办理，于是耶稣又告诉他们舀出一些水来，送给首席侍应。侍应品尝时，水已经变成了酒，他并不知道耶稣所做的。然后他对新郎说，新郎违背了宴席上先上好酒的风俗，把好酒留到最后才上（《約翰福音》第2章第6节至第10节参）。这是耶稣所行的第一个神迹，用以展示他的荣耀，并且他的门徒就信入了他（《約翰福音》第2章第11节参）。
约翰福音提到耶稣的这个神迹，是紧接在耶稣告诉拿但业 “你将要看见比这更大的事”之后立即发生的。在约翰福音中，约翰使用古希腊词汇“semeion”（意为“记号”），或“ergon”（意为“工作”）来表示耶稣的神迹，而在对观福音中通常使用“dynamis”- 意为“能力的行动”来表示“神迹”一词 。这个事件是约翰福音用以证明耶稣神圣身位的7个神奇的“记号”中的第一个。
约翰福音的这个事例可以被认为是旧约圣经中的预言的应验，例如《阿摩司書》第9章第13节至第14节参和《創世記》第49章第10节至第11节参中预言，在弥赛亚的时代，酒将会特别丰富，而在《以賽亞書》第62章第4节至第5节参也提到了弥赛亚的婚礼喜宴。
这一事件对于基督教教牧神学的发展也相当重要，由于耶稣受邀请参加婚礼，并使用他神圣的能力将婚礼从灾难中挽救出来，被用作他赞成婚姻和世俗庆典的证据，与保罗书信中更为严厉的观点形成对比（例如，在哥林多前书7章）。这一事件也被用作反对基督教禁酒主义的一个论据。在天主教會中，加納婚宴是玫瑰经的“光明五端”之一。

## 相关艺术作品
- 绘画《迦拿的婚礼》（The Wedding at Cana）